# 鬼音

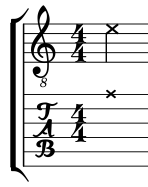
乐谱和吉他指法谱中的魔鬼音符

在音乐中，尤其是在爵士乐中 ，鬼音（英語：ghost note，或译为魔鬼音符、幽灵音），又称闷音（dead note / muted note / silenced note），是一种节奏上有时值，但演奏中没有明显音高的音符。记谱中，魔鬼音符一般用“×”形状来替代椭圆符頭（注意不要将其与重升号混淆），在鼓谱中则记为两侧用括号包围的普通音符。
弦乐器可通过抑制琴弦正常振动来演奏鬼音，此时音调仍然存在，但听起来更具节奏感而非旋律感或和声感。鬼音出现在节奏型中时会被刻意弱化到接近无声。在流行音乐的鼓演奏中，鬼音是“在‘主’音符之间非常轻地演奏的音符”（十六分音符的节拍），最常见于架子鼓中的小鼓。在各类流行音乐和传统音乐中，鬼音在电贝司和低音提琴上运用。声乐中，鬼音表示按节奏念出而不是唱出歌词。

## 器乐
魔鬼音符不同于普通音符。将一个普通音符弱化，其弱化程度与重音音符的强化程度相当时，该音符就成为“鬼音”。当鬼音进一步弱化到静音的程度时，就只代表节奏占位符，类似于休止符。这种区分可能非常微妙，演奏者是否区分鬼音和休止符，很大程度上取决于乐器的声学特性。
管樂器、人声和吉他通常能够演奏不等同于休止符的鬼音；而钢琴或打击乐器则难以做到这种区分，因为这些乐器的特性使得在接近无声时难以分辨音量的渐变。然而，对于打击乐而言，鬼音可能虽然明显弱于普通音符，但仍然清晰可闻。

### 打击乐

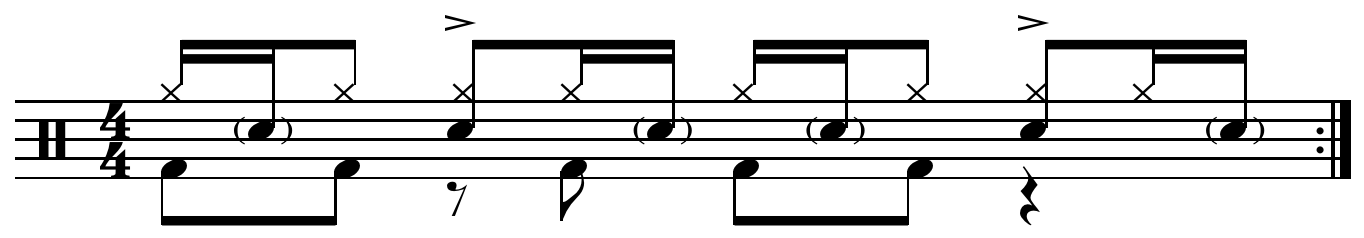
鼓谱中，魔鬼音符以括号标示，主音符以重音（>）标示

鼓的鬼音音量很低，通常用小鼓演奏。在乐谱中，魔鬼音符用括号标示。鬼音的目的是“...在律动的主音下被听到。这会产生一种围绕着强烈的背景拍或某些重音的微妙的十六分音符的感觉。”

### 弦乐

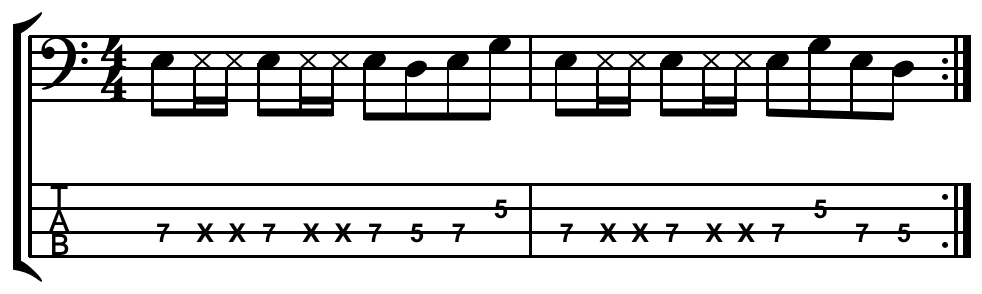
贝斯谱中，魔鬼音符以“×”形符头表示

吉他手减少手对弦的压力但不将手从指板上移开（会导致琴弦发出明快的音调），即可演奏出鬼音。这种技法有时称为“scratch”，演奏出来的音则被视作鬼音，但节奏型中所有普通音符都以“scratch”演奏时除外。
与吉他一样，低音提琴和電貝斯也可以用按弦手或拨弦手抑制弦振动，产生具有打击乐特性的音高不明显的音符，从而演奏出鬼音。在电贝司上，鬼音广泛用于击勾（slap bass）风格，在放克和拉丁音乐中创造类似打击乐或鼓的声音。在低音提琴上，类似打击乐的鬼音有时通过拍打琴弦使其撞击指板来演奏，产生类似短促清脆的“咔哒”声。在低音提琴上，拍击式鬼音被用于乡村摇滚、藍草音樂以及传统布鲁斯和摇摆爵士乐中。

## 人声
在声乐尤其是音樂劇中，鬼音表示歌词必须说出而不是唱出来，它仍具有指定的节奏，但音调不定。时值小于二分音符的音符使用“×”而不是椭圆作为音符头。有时，二分音符或全音符会用开放的菱形音符头表示，通常表示尖叫或咕哝。